# Statues-menhirs de Flamenc
Les statues-menhirs de Flamenc sont deux statues-menhirs appartenant au groupe rouergat découvertes à Curvalle, dans le département du Tarn en France.

## Statues
Les statues ont été sculptées sur des dalles de grès dont le site d'extraction le plus proche est situé à une distance de 6 à 8 km. Les statues sont conservées au musée communal de Miolles.
Les statues-menhirs sont inscrites monument historique au titre d'objet depuis le 13 novembre 2019,.

### Statue n°1
Elle a été découverte entre 1970 et 1974 par M. Raynaud sur le Puech Noir (commune de Curvalle) lors de labours profonds (0,40 m de profondeur) au sommet d'une crête. Elle mesure 0,49 m de hauteur pour une largeur maximale de 0,39 m et une épaisseur de 0,13 m. Elle comporte des bras et des mains mais pas de visage. Dans un premier état, la statue était masculine : le personnage portait une ceinture et un baudrier avec « l'objet ». Dans un second état, la statue est devenue féminine : côté antérieur, « l'objet » a été partiellement effacé et un collier à cinq rangs a été rajouté ; côté postérieur, le baudrier a été remplacé par six bourrelets verticaux représentant les plis d'un vêtement ou les cheveux.

### Statue n°2
Elle a été découverte dans les années 1940 par M. Vieu, non loin de la statue n°1, mais elle a été utilisée comme borne de champ jusqu'en 1978. La pierre a été partiellement bouchardée. Elle correspond à la base, mesurant 0,85 m de hauteur pour une largeur maximale de 0,67 m et une épaisseur de 0,30 m, d'une statue plus grande. Compte tenu de ces dimensions, la hauteur initiale de la statue est estimée à environ 2 m. Les seules sculptures visibles sont l'extrémité des pieds.